# Jarville Jeunes Football
Maillots
Actualités
Dernière mise à jour : 05 décembre 2024.
Le Jarville Jeunes Football, abrégé en Jarville JF ou JJF, est un club de football français crée en 1979 et situé à Jarville-la-Malgrange en Meurthe-et-Moselle.
Le club a connu dix saisons de CFA 2 (National 3 désormais) au cours de son histoire. Il possède à son palmarès quatre Coupe de Lorraine ainsi qu'un championnat de Lorraine et un championnat de Régional 1.
Depuis la saison 2023-2024, le club évolue dans le championnat de Régional 1.

## Historique

### Fondation et premières performances (1979-1990)
Le Jarville Jeunes Football existe sous sa forme actuelle depuis 1977 avec l'arrivée d'Alain Rigole aux destinées du club. Celui-ci est en piteux état (une équipe sénior, celle-ci descendant en 3e division de district, et une équipe de jeunes) et plus d'argent dans les caisses et hérite d'une image de marque déplorable. Il restructura donc le club tant sur le plan administratif (rattachement à la MJC Jarville Jeunes) que sur le plan sportif. Ainsi naissait le Jarville Jeunes Football en 1979, avec l'aide d'un amoureux du football et industriel local, Charles Becker et du président Michel Adolphe.
Les résultats ne tarderont pas à arriver : la victoire des minimes emmenés par Michel Engel (premier joueur professionnel formé au club) en finale de la Coupe de Lorraine « Roussel » en 1984 en battant l'AS Nancy-Lorraine. Les années suivantes sont marquées par une croissance rapide mais sans grands moyens financiers et une image de marque qui s'améliorent au fil du temps.
En 1989, sous la présidence de Christian Ragazzi, JJF devient le premier club lorrain à conquérir la France dans la coupe nationale des poussins en battant le club de Tournefeuille (banlieue de Toulouse) au Parc des Princes en lever de rideau de la finale de la Coupe de France entre l'AS Monaco FC et l'Olympique de Marseille.

### Ascension jusqu'en CFA 2 (1991-2004)
La saison 1990-1991 voit les séniors faire leurs premiers pas en Division d'Honneur Régionale, ponctuée par un 1/64ème de finale de Coupe de France perdu 4-0 face à l'Association Troyes AC. Cette aventure a le mérite de faire progresser les infrastructures du club puisque la municipalité construira le vestiaire de la zone de loisirs (Californie) alors que jusqu'alors les joueurs se changeaient dans le « trafic Renault » d'Alain Rigole. Le terrain d'entraînement sera également doté d'un système d'éclairage.
L'arrivée en 2000 du président Isaac Niego permet d'avoir un partenariat privilégié avec le conseil général de Meurthe-et-Moselle et le conseil régional de Lorraine avec la création d'un poste d'éducateur à mi-temps.
Lors de la saison 2003-2004, le club termine pour la première fois de son histoire champion de Lorraine et accède désormais au championnat de CFA 2.

### L'âge d'or (2005-2012)
En CFA 2 depuis la saison 2004-2005, le club nourrit certaines ambitions. Le passage éclair de Claude Cuny (président fondateur de l'AS Nancy-Lorraine) et l'arrivée de personnes influentes ont permis au club d'évoluer.
Dans le même temps, le club a vu revenir Antony Rigole et Michel Engel en tant qu'éducateur, après que celui-ci ait évolué en Ligue 1 et en Ligue 2. Deux autres sont revenus puis repartis pour des raisons professionnelles : Jessy Savine et Hamid Sekour.
La saison 2006-2007, restera comme un grand cru dans les mémoires. En effet, le club atteint les 1/16èmes de finale de la Coupe de France, ne s'inclinant qu'après prolongation 3-5 contre le FC Libourne-St-Seurin, alors en Ligue 2, au Stade Marcel Picot de Nancy. De plus, le club signe sa 3ème victoire en cinq ans en Coupe de Lorraine (un record).
En cette fin d'année 2007 et une inauguration en grande pompe, la Municipalité de Jarville a mis à disposition un joyau : un terrain synthétique dernière génération (le premier en Lorraine). Seuls les joueurs professionnels du FC Bâle et du FC Bayern Munich s'entraînent et jouent sur la même surface. 
Cette saison 2007-2008 est dans la continuité de la précédente. Le club a encore progressé. Le club s'est maintenue assez facilement en CFA 2 malgré un parcours chaotique à l'extérieur. En Coupe de France, elle échoua au huitième tour au Stade de l'Aube face à l'ESTAC Troyes, club évoluant en Ligue 2. Le club réussit l'exploit de mener 1-0 à la mi-temps.
La saison 2008-2009 restera celle du record de victoires en Coupe de Lorraine, à l'époque, en battant l'équipe de Blainville-sur-l'Eau (DHR). Devant pas moins de 1000 spectateurs, après un score de 3-3 au terme de la rencontre et d'une remarquable prestation du gardien jarvillois Marzoug lors de la séance de tirs au but, Jarville a inscrit son nom en lettre d'or pour la quatrième fois en sept ans (2003, 2005, 2007 et 2009) au palmarès de la Coupe de Lorraine (anciennement Trophée de Wendel). En CFA 2, le club termine à une honorable 4e place. Durant ce championnat, Jarville acquiert un autre record : celui de la plus grosse victoire dans le championnat de CFA 2 à l'époque  : 10-1 contre l'AS Algrange.
Lors de la saison 2010-2011, en Coupe de France, le club réussit l'exploit d'éliminer le Dijon FCO, club de Ligue 2, lors du 8e tour préliminaire. Il se fait ensuite éliminer sur le fil par le FC Sochaux-Montbéliard, club de Ligue 1, sur le score de 0-1 sur la pelouse du stade Marcel-Picot de Nancy lors des 32èmes de finale.

### Redescente au niveau régional (depuis 2013)
À l'issue de la saison 2012-2013, le club termine 13e de son groupe de CFA 2 devant l'US Forbach et se voit donc relégué en Division d'Honneur pour la première fois depuis neuf saisons.
Après plusieurs saisons compliquées, le Jarville JF termine champion de Régional 1 à l'issue de la saison 2021-2022 et accède au championnat de National 3 par la même occasion.
Lors de son unique saison en National 3, le club termine dernier de son groupe, avec une seule et unique victoire en 26 rencontres de championnat et en encaissant 89 buts, le club est donc logiquement relégué une nouvelle fois en Régional 1.

## Palmarès
Le tableau suivant récapitule les performances de Jarville Jeunes Football dans les différentes compétitions officielles françaises.
| Compétitions nationales                                             | Compétitions régionales |
| ------------------------------------------------------------------- | --- |
| - Coupe de France - Meilleure performance : 1/16e de finale en 2007 | - Championnat de Lorraine - Champion : 2004. - Régional 1 - Champion : 2022. - Coupe de Lorraine (4) - Vainqueur : 2003, 2005, 2007 et 2009. |

## Identité du club

Ancien logo.
Logo actuel.